# 模式识别 (心理学)
在心理学和认知神经科学中，模式识别描述了一个认知过程，该过程将来自刺激的信息与信息召回相匹配来自记忆。
当大脑接收到来自环境的信息并输入短期记忆时，会发生模式识别，从而导致长期记忆的特定内容自动激活。一个早期的例子就是学习字母顺序。当护工对孩子重复"a, b, C"多次, 利用模式识别, 孩子会说'C'，在顺序的听到'a,b'之后识别模式使我们能够预测并期待即将发生的事情。模式识别的过程涉及将所接收的信息与已经存储在大脑中的信息进行匹配。在记忆和信息之间建立连接被称鉴定，鉴定是模式识别中一个步骤。模式识别需要重复的经验。隐含地和潜意识地使用的语义记忆是与识别有关的主要记忆类型。
模式识别不仅对人类至关重要，对其他动物也是如此。即使是具有不太发达的思维能力的考拉，也会使用模式识别来寻找和大吃桉树叶。人类的大脑发育得更多，但与鸟类和低等哺乳动物的大脑有相似之处。人类大脑外层的神经网络的发展，使得大脑能够更好地处理视觉和听觉模式。环境中的空间定位, 记忆与发现, 以及检测危险和资源，以增加生存机会, 是人类和动物模式识别应用的例子。
模式识别主要有六种理论：模板匹配，原型匹配，特征分析，组件理论识别，自下而上和自上而下处理，傅里叶分析 。这些理论在日常生活中的应用并不是相互排斥的。模式识别允许我们阅读单词，理解语言，识别朋友，甚至欣赏音乐。每种理论都适用于观察各种活动和的领域模式识别。面部，音乐和语言识别以及系列化是这些领域中的一小部分。通过编码视觉模式进行面部识别和系列化，而音乐和语言识别使用听觉模式的编码。

## 理论

### 模板匹配（Template matching）
模板匹配理论描述了人类模式识别的最基本方法。这种理论假设每个被感知的对象都被存储为长期记忆中的“模板”。将传入信息与这些模板进行比较以找到完全匹配。换句话说，将所有感官输入与对象的多个表征进行比较，以形成单个概念性理解。该理论将认识定义为基本的基于识别的过程。它假设我们所看到的一切，我们只通过过去的看过的事物来理解，然后告诉我们对未来外部世界的看法。例如，A，A和A都被识别为字母A，而不是B。然而，这个观点是有限范围的，在解释如何理解新体验时，就没有进行与内部记忆模板的比较。

### 原型匹配（Prototype matching）
与精确的一对一模板匹配理论不同，原型匹配将传入的感官输入与一个平均原型进行比较。该理论提出，暴露在一系列相关刺激中，导致创建基于其共有特征的“典型”原型。它通过将存储模板标准化为单个表征来减少存储模板的数量。该原型支持感知的灵活性，因为与模板匹配不同，它允许在对新刺激的识别中出现变化。例如，如果孩子以前从未见过草坪椅，他们仍然能够将其识别为椅子，因为他们了解其基本特征，即有四条腿和一个座位。然而，这种想法限制了对象的概念化，这些对象不一定能被“平均”为一个原型，比如，类似于犬类。尽管狗，狼和狐狸通常都是毛茸茸的四足，中等大小的动物，有耳朵和尾巴，但它们并不完全相同，因此不能对原型匹配理论进行完全的信任。

### 特征分析（Feature analysis）
多项理论试图解释人类如何能够识别其环境中的模式。特征检测理论提出神经系统对进入的刺激进行分类和过滤，以允许人（或动物）理解信息。在生物体中，该系统由特征检测器组成，它们是编码特定感知特征的单个神经元或神经元组。这个理论提出了探测器和感知特征之间的关系越来越复杂探测器最基本的特征，对刺激的简单属性做出反应。此外，沿着感知路径，更高组织的特征检测器能够响应更复杂和特定的刺激特性。当特征重复或以有意义的顺序发生时，由于我们的特征检测系统，我们能够识别这些模式。

### 多重判别标度（Multiple discrimination scaling）
Template:Unclear
模板和特征分析方法识别对象（和情境）被多重判别理论合并/调和/超越。这表明模板的每个显着特征的测试刺激中的量在任何感知判断中被识别为在通用单元中与模板中的该特征的量相差50％的距离。（客观表现'JND' ）

### 组件识别理论（Recognition by components theory）

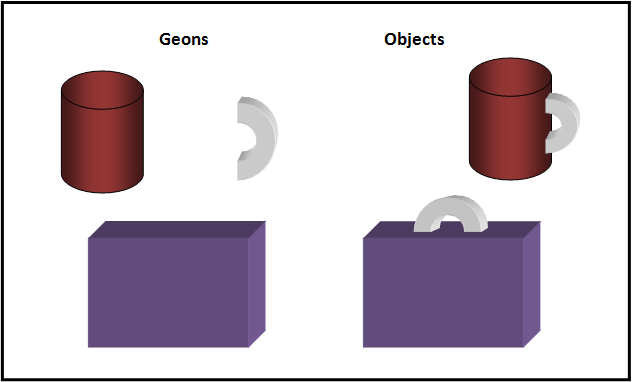
图像显示常见几何形状（geons）的分解

与特征检测理论类似，组件识别（RBC）侧重于正在处理的刺激的自下而上的特征。该理论首先由Irving Biederman（1987）提出，该理论指出人类通过将物体分解为称为geons（即圆柱体，立方体，锥体等）的基本3D几何形状来识别物体。一个例子是我们如何分解像咖啡杯这样的普通物品：我们认识到保持液体的空心圆柱体和侧面的弯曲手柄，使我们可以握住它。尽管不是每个咖啡杯都完全相同，但这些基本组件有助于我们识别不同实例（或模式）的一致性。组件识别理论建议少于36个独特的geons，当组合时可以形成几乎无限数量的对象。为了分析和解剖一个物体, 组件识别理论建议我们注意两个特定的特征: 边缘和凹陷。无论视角和照明条件如何，边缘都能给观察者提供对象的一致表征。凹陷是两个边相交的地方，使观察者能够感知一个geon结束而另一个结束的位置。 
对视觉物体识别的组件理论原理也可以应用于听觉语言识别。语言研究人员提出口语可以分解为称为音素的基本组成部分，而不是geons。例如, 英文 中有44音素。

### 自上而下和自下而上处理（Top-down and bottom-up processing）

#### 自上而下处理（Top-down processing）
自上而下处理是指在模式识别中使用背景信息。它始终以一个人以前的知识开始，并根据已经获得的知识进行预测。 心理学家理查德格雷戈里估计大约90％的信息在从眼睛到大脑的这段时间之间丢失，这就是为什么大脑必须根据过去的经验猜测人们看到的内容。换句话说，我们构建了对现实的感知，这些感知是基于过去经验和存储信息的假设或命题。不正确命题的形成将导致诸如视觉错觉之类的感知错误。如果一个段落写得很难，那么如果一个人阅读整个段落而不是单独阅读这些词语，就更容易理解作者想传达的内容。由于周围词语提供的上下文，大脑可能能够感知和理解段落的要点。

#### 自下而上处理（Bottom-up processing）
自下而上处理也称为数据驱动处理，因为它起源于感觉受体的刺激。心理学家詹姆斯吉布森反对自上而下的模型，认为感知是直接的，不像格雷戈里提出的那样受到假设检验。他说，感觉是认识(sensation is perception)，不需要额外的解释，因为我们的环境中有足够的信息可以直接理解世界。他的理论有时被称为“生态学理论”，因为声称感知可以仅仅根据环境来解释。下面的一个例子是在一个人的能量场的中心呈现一朵花。从视网膜到大脑的视觉皮层, 看到花朵和刺激的所有信息。信号沿一个方向传播。

## 序列化(Seriation)

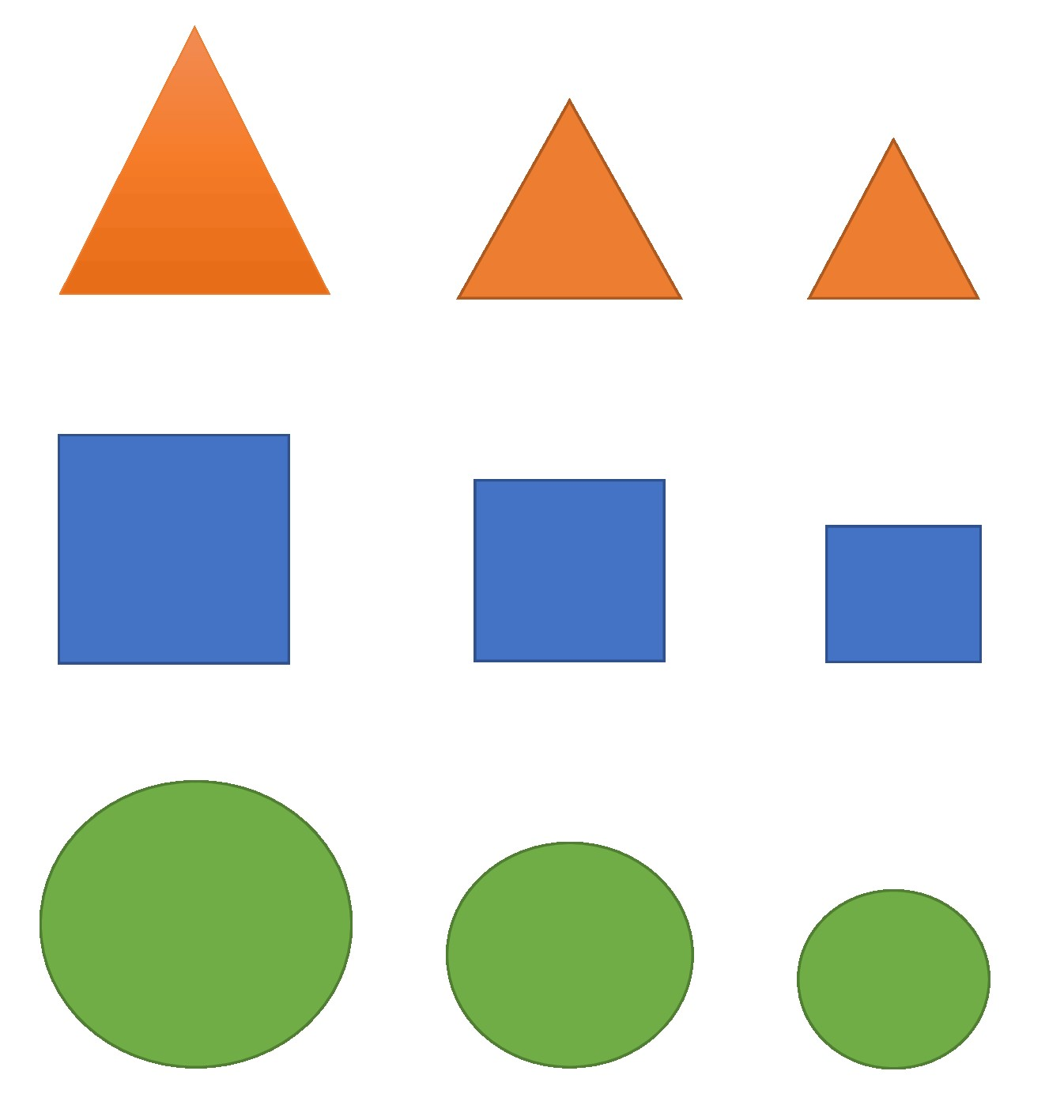
一个简单的系列任务，涉及按形状大小排列

在心理学家Jean Piaget的认知发展理论中，第三个阶段称为具体运行状态。正是在这个阶段，被称为“序列化”的抽象思维原则在孩子中自然而然地发展起来。序列化是沿定量维度安排项目的逻辑顺序的能力, 如长度, 重量, 年龄, 等等。这是一种普通的认知技能，直到幼儿园之后才能完全掌握。要连续化意味着可以沿着维度排序对象，为了有效地这样做，孩子需要能够回答“接下来会发生什么？”的问题。系统技能也有助于培养解决问题的技能，这对于识别和完成图案化任务是非常有用的。

### Piaget关于序列化的工作
Piaget在一项实验中研究了系列化与Szeminska的发展，他们使用不同长度的棒来测试儿童技能的技能。 他们发现技能发展有三个不同的阶段。在第一阶段，4岁左右的孩子无法按顺序排列前十个棒。他们可以组成2-4个较小的组，但不能将所有元素组合在一起。在孩子年龄为5-6岁的第二阶段，他们可以通过试错过程，可以成功完成前十个棒排序任务。他们可以通过试验和错误，将另一组棒插入顺序中。在第三阶段，7-8岁的孩子可以按顺序安排所有的杆，没有太多的反复试验。孩子们首先使用系统的方法，首先寻找最小的杆，然后找剩余部分中最小的杆。

### 发展解决问题的技能
为了培养序列化技能，然后有助于提高问题解决技能，应该为儿童提供使用适当语言按顺序排列事物的机会，例如：处理大小关系时，“大”和“更大”。他们还应该有机会根据质地，声音，味道和颜色按顺序排列物体。除了具体的系列任务外，还应给孩子们比较他们在比赛期间使用的不同材料和玩具。通过这样的活动，才能真正理解物体的特性。为了在年轻时帮助他们，对象之间的区别应该是明显的。；最后，还应该提供一项更复杂的任务，即安排两组不同的对象，并查看两组不同对象之间的关系。一个常见的例子是让孩子们尝试将平底锅盖子装到不同尺寸的炖锅上，或者将不同尺寸的螺母和螺栓装配在一起。

### 在学校中应用数列课程
为了帮助培养孩子们的数学技能，老师和家长可以帮助他们学习数列和模式。理解序列的幼儿可以将数字按从低到高的顺序排列。最终，他们会明白6高于5，20高于10。同样，让孩子复制模式或创建他们自己的模式，如ABAB模式，是帮助他们识别顺序并为后来的数学技能做准备的好方法，例如乘法。儿童保育提供者可以让儿童在很小的时候就开始接触模式，方法是让他们分组并计算对象的总数。

## 面部模式识别
人脸识别是模式识别中最常见的形式之一。人类在记忆面部方面非常有效，但这种轻松和自动化掩盖了一个非常具有挑战性的问题。 All faces are physically similar. 脸有两只眼睛，一张嘴和一只鼻子-所有这些都在可预见的位置。然而，人类可以从几个不同的角度，在不同的光照条件下，辨认出一张脸。
神经科学家认为识别面部分三个阶段进行。第一阶段从视觉上着眼于物理特征。然后，面部识别系统需要从先前的经历重建人的身份。这向我们提供了这可能是我们认识的人的信号。当面部引出人的名字时，识别的最后阶段就完成了。
尽管人类在正常视角下识别面部非常擅长，但是倒置的面部非常难以识别。这不仅说明了面部识别的挑战，而且也说明了在正常的直立观看条件下，人类是如何具有识别人脸的专门程序和能力的。

### 神经机制（Neural mechanisms）

大脑动画突出了纺锤形的面部区域，被认为是进行面部处理和识别的地方。

科学家们一致认为，大脑中有一个特定的区域专门处理面孔。这种结构被称为[梭状回]，脑成像研究表明，当被试者观察一张脸时，这种结构变得非常活跃。
有几个案例研究报告说，病灶或组织损伤局限于这一区域的患者很难识别面孔，甚至是他们自己的脸。尽管大部分研究都是间接的，斯坦福大学的一项研究为梭状回在面部识别中的作用提供了确凿的证据。在一个独特的案例研究中，研究人员能够直接向病人的梭状回发送信号。病人报告说，医生和护士的脸在这个电刺激过程中在他面前发生了变化和变形。研究人员一致认为，这表明这种神经结构与人类识别面孔的能力之间存在令人信服的因果联系。

## 面部识别发展
虽然在成人中，面部识别是快速和自动的，但儿童直到青春期才能达到成人水平(在实验室任务中)。 人们提出了两种普遍的理论来解释面部识别是如何正常发展的。第一，一般的认知发展理论，认为面部编码的知觉能力在儿童时期就已充分发展，而在成年后面部识别的持续改善可归因于其他一般因素。这些一般因素包括提高注意力集中、深思熟虑的任务策略和元认知。研究支持这样的论点，即这些其他一般因素会在成年期内显着改善。面孔特定的感知发展理论认为，儿童和成人之间面部识别的改善是由于面部感知的精确发展。这种持续发展的原因被认为是一种持续的面孔经验。

### 发育问题
一些发育问题表现为面部识别能力下降。利用已知的关于梭状回的作用，研究表明，社交障碍发展了孤独症谱伴随着的一种行为标记，这些个体倾向于把目光从脸上移开，另一种神经标记表现为[纺锤状回]的神经活动减少。同样，那些患有发展性的面孔失认症（DP）的人在面部识别方面也很困难，因为他们往往无法识别自己的面孔。许多研究报告说，大约2%的世界人口有发育性修复失认症，而且患有DP的个体有这一特征的家族史。患有DP的个体在行为上与在梭形回上具有物理损伤或损伤的个体无法区分，再次暗示其对面部识别的重要性。尽管有DP或神经损伤，但面部识别能力在整个人群中仍有很大的变异性。；尚不清楚面部识别能力的差异是由什么原因造成的，是生物还是环境因素造成的。最近的研究分析相同和兄弟双胞胎表明面部识别在同卵双胞胎中显着更高相关，表明面部识别能力的个体差异的强烈遗传成分。

## 语言发展

### 语言习得中的模式识别
最近的研究表明，婴儿语言习得与认知模式识别有关。 与语言发展的经典本土主义和行为理论不同，科学家现在认为语言是一种学习技巧。希伯来大学和悉尼大学的研究表明，识别视觉模式和学习新语言的能力之间存在很强的相关性。 具有较高形状识别能力的儿童表现出更好的语法知识，即使在控制智力和记忆能力的影响时也是如此。这一理论得到了语言学习是基于[语言习得中的统计学习]，的理论的支持。婴儿感知语言中常见的声音和单词的组合并利用它们来指导未来的语音产生的过程。

### 语音发展
婴儿语言习得的第一步是解读母语最基本的声音单元。这包括每一个辅音，每一个短和长的元音声音，和任何额外的字母组合，如 "th" 和 "ph" 的英语。这些单位称为音素，是通过曝光和模式识别来检测的。婴儿使用他们的“先天特征检测器”能力来区分单词的声音。他们通过分类感知机制将它们分成音素。然后，他们通过识别哪种声音的组合最有可能一起出现而提取统计信息，比如“qu”或“h”加上元音。通过这种方式，他们学习单词的能力直接取决于他们早期语音模式的准确性。

### 语法的发展
从音位分化到高阶词 的转换只是语言层次习得的第一步。模式识别进一步应用于[韵律(语言学)韵律]线索、词之间的重音和语调模式的检测。 然后应用于句子结构和对典型[子句]边界的理解。 这整个过程也反映在阅读中。首先，孩子识别单个字母的模式，然后是单词，然后是单词组，然后是段落，最后是书中的整个章节。 在知觉模式识别中，学习阅读和学习说一种语言是建立在“逐步细化模式”的基础上的。

## 音乐模式识别
音乐为听众提供深刻的情感体验。这些经历成为长期记忆中的内容，每次听到相同的曲调时，这些内容都会被激活。通过音乐的模式来认识音乐的内容会影响我们的情感。多个研究人员已经研究了形成音乐模式识别和体验的机制。听我们最喜欢的音乐时的感觉是显而易见的：瞳孔扩大，脉搏和血压升高，血液流向腿部肌肉，以及[小脑](与身体运动有关的大脑区域)的激活。虽然检索曲调的记忆表明对音乐模式的一般识别，但是在第一次听到曲调时也会发生模式识别。[韵律]的循环特性使听者能够跟随曲调，识别节拍，预料其即将发生，并描绘[韵律]。当音乐模式中断并变得不可预测时，会发生追随熟悉的音乐模式的兴奋。这种模式的跟随和打破为形成经验的头脑创造了一个解决问题的机会。心理学家丹尼尔·莱维廷认为，这种音乐的重复性、旋律性和组织性为大脑创造了意义。 大脑将信息存储在[神经元]的排列中，当被环境激活时，这些[神经元]检索相同的信息。通过不断地参考信息和来自环境的额外刺激，大脑将音乐特征构建为感知整体。
内侧前额叶皮质 - 受阿尔茨海默病影响的最后一个区域 - 是由音乐激活的区域。

### 认知机制
要理解音乐模式识别，我们需要了解每一个处理这一过程的一部分的基本认知系统。在对一首乐曲和它的模式的这种识别中，有各种各样的活动在起作用。研究人员已经开始揭示音乐刺激反应背后的原因。总部位于蒙特利尔的研究人员要求十名听到音乐的“寒意”的志愿者，在他们的大脑活动受到监控时听他们喜欢的歌曲。结果显示伏隔核（NAcc）区域的重要作用 - 涉及认知过程，如动机，奖励，成瘾等 - 创造出构成这种体验的神经结构。奖赏预测感是在曲调达到高潮之前的预期，当达到高潮时，这种感觉就会产生一种决断的感觉。听众被拒绝的时间越长，当该模式返回时，情感的激发就会越强烈。音乐学家伦纳德迈耶在C-sharp minor，Op中使用了贝多芬的弦乐四重奏的第五乐章。为了检验这个概念。这种体验越强，它创造和存储的记忆就越生动。这种强度影响了检索和识别音乐模式的速度和准确性。大脑不仅识别特定的曲调，还区分标准声学特征，语音和音乐。
麻省理工学院的研究人员进行了一项研究来检验这一概念。结果显示听觉皮层中的六个神经簇响应声音。四种是在听到标准的声学特征时触发的，一种是专门对语音作出反应的，而最后一种是专门对音乐作出反应的。. 研究人员研究了音乐的音色、音调和节奏特征的时间演变之间的关系，得出结论：音乐涉及大脑中与运动动作、情感和创造力有关的区域。研究表明，听音乐时整个大脑都会“亮起来”。 这一数量的活动增强了记忆保存，因此模式识别。
对于音乐家和听众来说，识别音乐模式是不同的。虽然音乐家每次都可以播放相同的音符，但频率的细节总是不同的。尽管有变化，听众仍将识别音乐模式及其类型。这些音乐类型是概念性和学术性的，这意味着它们可能在文化上有所不同。虽然听众参与识别（隐含的）音乐材料，但音乐家参与回忆（显式）。
加州大学洛杉矶分校的一项研究发现，当观看或听到音乐演奏时，与肌肉有关的神经元需要用来演奏乐器。当音乐家和非音乐家听一块时，镜像神经元亮起来。

### 发展问题
模式识别音乐可以建立和加强其他技能, 如音乐同步性和注意力的表现, 音乐符号和大脑参与。即使是几年的音乐训练也能提高记忆力和注意力水平。纽卡斯尔大学的科学家们对患有严重[后天性脑损伤](ABIS)的患者和健康的参与者进行了一项研究，用流行音乐来检测音乐唤起的自传记忆(MEAMs)。研究人员要求参与者记录他们对歌曲的熟悉程度，他们是否喜欢这些歌曲，以及他们所唤起的记忆是什么。结果显示，ABI患者的MEAM最高，并且所有参与者的MEAM均为人，人或生命期，一般为阳性。参与者通过利用模式识别技能完成任务。记忆的唤起使歌曲听起来更熟悉，更受欢迎。本研究有助于自传体记忆和音高知觉不全的自传体失忆症患者的康复。
在加州大学的一项研究中，戴维斯绘制了参与者听音乐时的大脑图谱。结果显示大脑区域与自传记忆之间的联系以及熟悉的音乐激活的情绪。这项研究可以解释阿尔茨海默病患者对音乐的强烈反应。本研究可以帮助此类患者进行模式识别增强任务。

## 假模式识别
人类看到实际上并不存在的模式的倾向被称为“凋亡”。例子包括“月球上的人”、在阴影中、在云中、在没有刻意设计的图案中的面孔或人物，例如烘焙甜点上的漩涡，以及对事件之间因果同步关系的感知，而这些事件实际上是不相关的。Apohenia在阴谋论、赌博、统计和科学数据的曲解、以及某些宗教和超常经验中占有突出的地位。对随机数据中的模式的误解被称为帕里多利病(Pareidolia)。